# 烏凱拉亞特河
烏凱拉亞特河是俄羅斯的河流，位於堪察加半島，河道全長約188公里，流域面積6,820平方公里，河水主要來自融雪、雨水、地下水和冰川，是鮭魚的產卵地。